# Eurythmics
Eurythmics (IPA: , транскрипција: Јуридмикс) британски је музички састав. Основали су га Ени Ленокс и Дејвид Стјуарт 1980. године.

## Историја
Сарадња Ени Ленокс и Дејвида Стјуарта почиње крајем седамдесетих година 20. века кад су основали панк рок састав The Catch. Након једног објављеног сингла, мењају име у The Tourists и под тим именом су снимили три албума. Након разлаза са остатком бенда настављају рад као дуо, под новим именом Eurythmics.
Први албум In the Garden објављују 1981. Албум је био наслоњен на механичку електронску музику, а прошао је без неког великог комерцијалног успеха. Следећи студијски албум Sweet Dreams (Are Made of This) ког објављују 1983. комбинација је електро попа и рок музике. Увидевши популарност видео спотова, синглови Sweet Dreams (Are Made of This) и Love Is a Stranger на музичкој станици МТВ постају популарни с обе стране Атлантика, и албум доноси велики комерцијални успех. Следећа два студијска албума, Touch и 1984 (For the Love of Big Brother) настављају у истом стилу. Touch је први албум састава који је доспео на прво место британских листа албума, и дао је три успешна сингла: Who's That Girl?, Right by Your Side и Here Comes the Rain Again. Пети студијски албум Yourself Tonight је помак према комерцијалнијем поп-рок звуку, с наглашеним звуком гитаре. Албум је угостио многе познате музичаре као што су Арета Френклин, Стиви Вондер, Елвис Костело и други. Албум Revenge из 1986. наставља у стилу његових претходника са неколико успешних синглова и солидну продају. Седми студијски албум Savage издат 1987 садржи пуно више експерименталног звука него његови претходници. Уз солидну продају у Великој Британији, албум у САД пролази скоро незапажено. Задњи студијски албум пре паузе We Too Are One издају 1989. То је повратак звуку њихових албума из средине осамдесетих година. Иако никада нису званично најавили престанак заједничког рада, Ени и Дејвид су даље наставили самосталне каријере, а након десетогодишње паузе 1999. издају задњи студијски албум Peace.
Пар је постигао значајан глобални, комерцијални и уметнички успех, са 75.000.000 продатих носача звука у целом свету, освојивши бројне награде и са неколико успешних светских турнеја. Комерцијално су најуспешнији британски музички дуо, познат по песмама које наглашавају снажан и изражајан алт Ени Ленокс и иновативне продукцијске технике Дејвида Стјуарта.

## Дискографија

### Албуми
- 1981. In the Garden
- 1983. Sweet Dreams (Are Made of This)
- 1983. Touch
- 1984. Touch Dance
- 1984. 1984 (For the Love of Big Brother)
- 1985. Be Yourself Tonight
- 1986. Revenge
- 1987. Savage
- 1989. We Too Are One
- 1991. Greatest Hits
- 1993. Live 1983–1989
- 1999. Peace
- 2005. Ultimate Collection